# Veronica cachemirica
Veronica cachemirica är en grobladsväxtart som beskrevs av Gandoger. Veronica cachemirica ingår i släktet veronikor, och familjen grobladsväxter. Inga underarter finns listade i Catalogue of Life.